# Faltkanadier

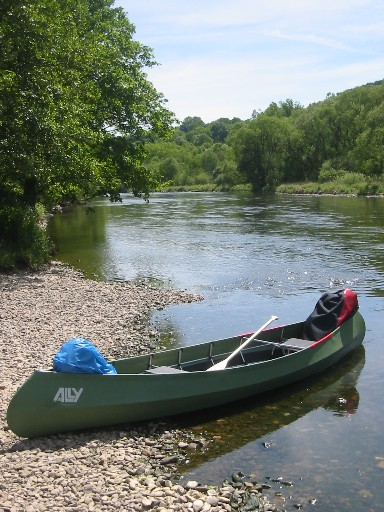
Ally Faltkanadier

Ein Faltkanadier ist ein zerlegbares Kanu in Form eines Kanadiers. Er besteht im Wesentlichen aus einer flexiblen Außenhaut aus beschichtetem Segeltuch oder einer PVC-Plane und einem zusammenklappbaren Gestänge, meist aus Holz oder Aluminiumrohren. Faltkanadier gehören zu den Faltbooten.
Gegenüber einem Festboot hat ein Faltkanadier verschiedene Vorteile. Zusammengefaltet benötigt das Boot deutlich weniger Lagerplatz und kann leichter transportiert werden (Bahnfahrt, Flug, Autotransport ohne Dachträger). Das Gewicht der Faltkanadier, besonders der jüngeren Konstruktionen mit Aluminiumgestell und PVC-Plane, ist wesentlich geringer als das der meisten vergleichbar großen Festboote.
Nachteilig ist der erforderliche Zeitaufwand für Auf- und Abbau des Faltkanadiers, für den je nach Übung und Erfahrung mit ca. 30 bis 60 Minuten gerechnet werden muss. Die geringere Steifheit des Rumpfes hat einen negativen Einfluss auf Geschwindigkeit und Spurtreue, andererseits einen Vorteil in Wellen und Wildwasser. Durch die Flexibilität kann das Boot die Wellen leichter „abreiten“ und leichter über Hindernisse hinweggleiten. Durch die Verwendung moderner Materialien ist dabei die Beschädigungsgefahr nicht mehr höher als bei Festbooten.